# Kamp (Amersfoort)
De Kamp is een straat in het centrum van de Nederlandse stad Amersfoort. De straat ligt in het verlengde van de Langestraat en loopt van de Kamperbinnenpoort in noordoostelijke richting naar de Kruiskamp. De straat gaat over een relatief hoge zandkop ter hoogte van de Kreupelstraat.

## Geschiedenis
Een kamp of camp, afgeleid van het Latijnse campus, is een omheind (weide)gebied. Het hier gelegen gebied buiten de eerste stadsmuur droeg deze naam. De aan het begin gelegen Kamperbinnenpoort heette ook wel Viepoort, waaruit kan worden afgeleid dat in de Camp Amersfoorters hun vee weidden. Het betrof hier een gemeenschappelijk weidegebied, dat ooit tot de Amersfoortse meent (gemeenschappelijke gronden) had behoord.
Met de bouw van de Kamperbuitenpoort rond 1380 en de tweede stadsmuur kwam een deel van de Camp binnen de stad te liggen. De weg die hier doorheen voerde, heette in 1388 nog Coecamp of Oude Strate, maar komt vanaf 1521 al voor als Kampstraat en die naam bleef in gebruik tot in 1914. Sinds de aanleg van de tweede omwalling wordt gesproken over de Camp als een van de drie wijken van Amersfoort, naast Breul en Bloemendal.  
In 1838 werd de Kamperbuitenpoort afgebroken. Tot eind jaren 50 van de 20e eeuw bleef de Kamp een belangrijke doorgaande weg die aansloot op de Hogeweg richting het oosten van het land. De straat werd ontlast met de aanleg van de Stadsring in 1958, als zuidelijke rondweg om het centrum. In 1965 werd ook de oude Kampbrug over de singel gesloopt en vervangen door een nieuwe brug met een andere ligging. Tegenwoordig is de Kamp een eenrichtingsstraat voor auto's, met kleinschalige winkels. 
De Kamp telt 22 rijksmonumenten, zie lijst van rijksmonumenten in Amersfoort, waarvan er enkele bekend zijn onder een eigen naam, zoals "De Snuifmolen" op 2, "De Gekroonde Bijenkorf" op 10, en "Het Zwarte Paard" op 47.

## Fotogalerij

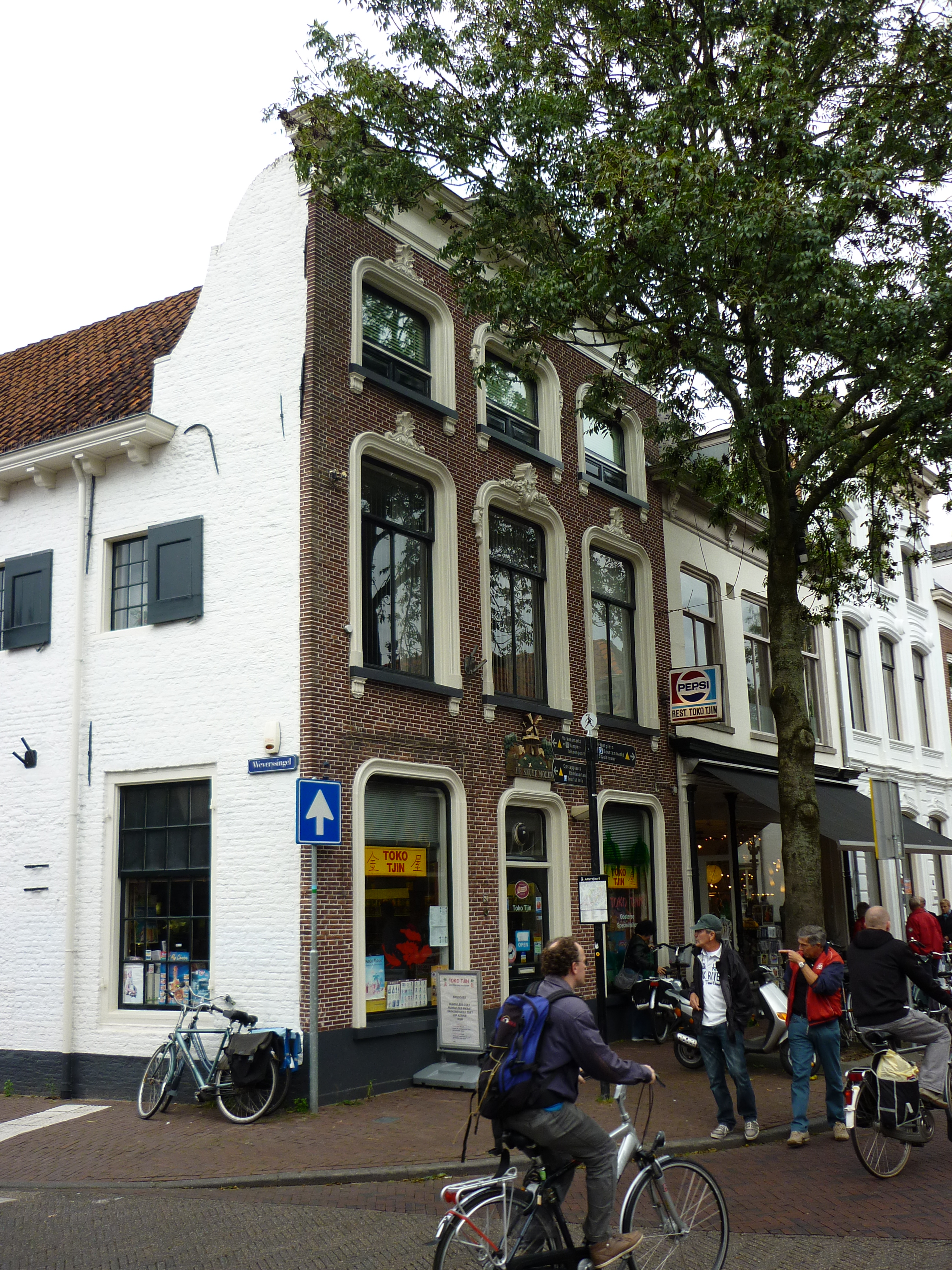
De Snuifmolen op de hoek van Kamp en Weverssingel (rijksmonument)
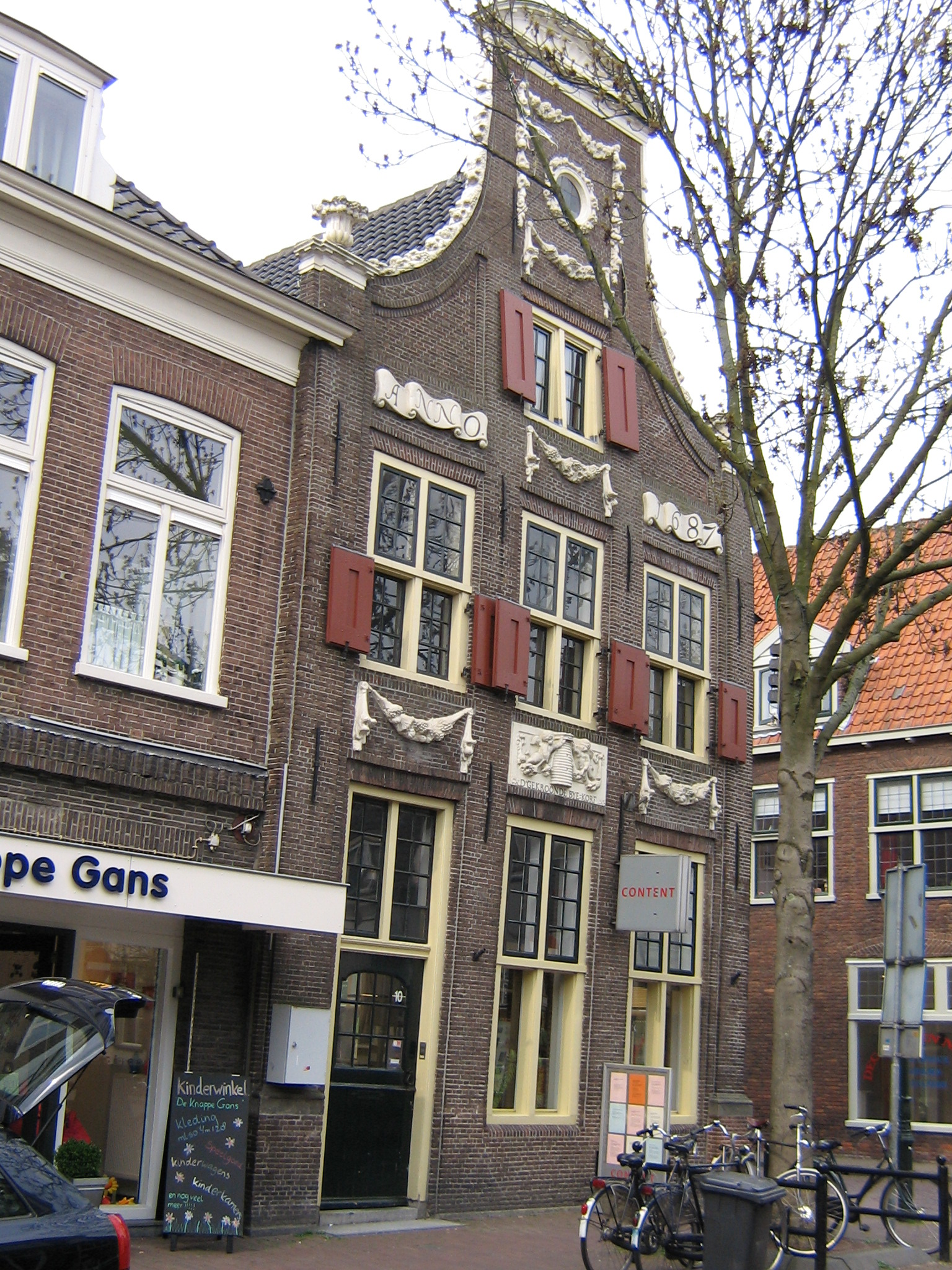
De Gekroonde Byenkorf op de hoek van Kamp en Coninckstraat (rijksmonument)
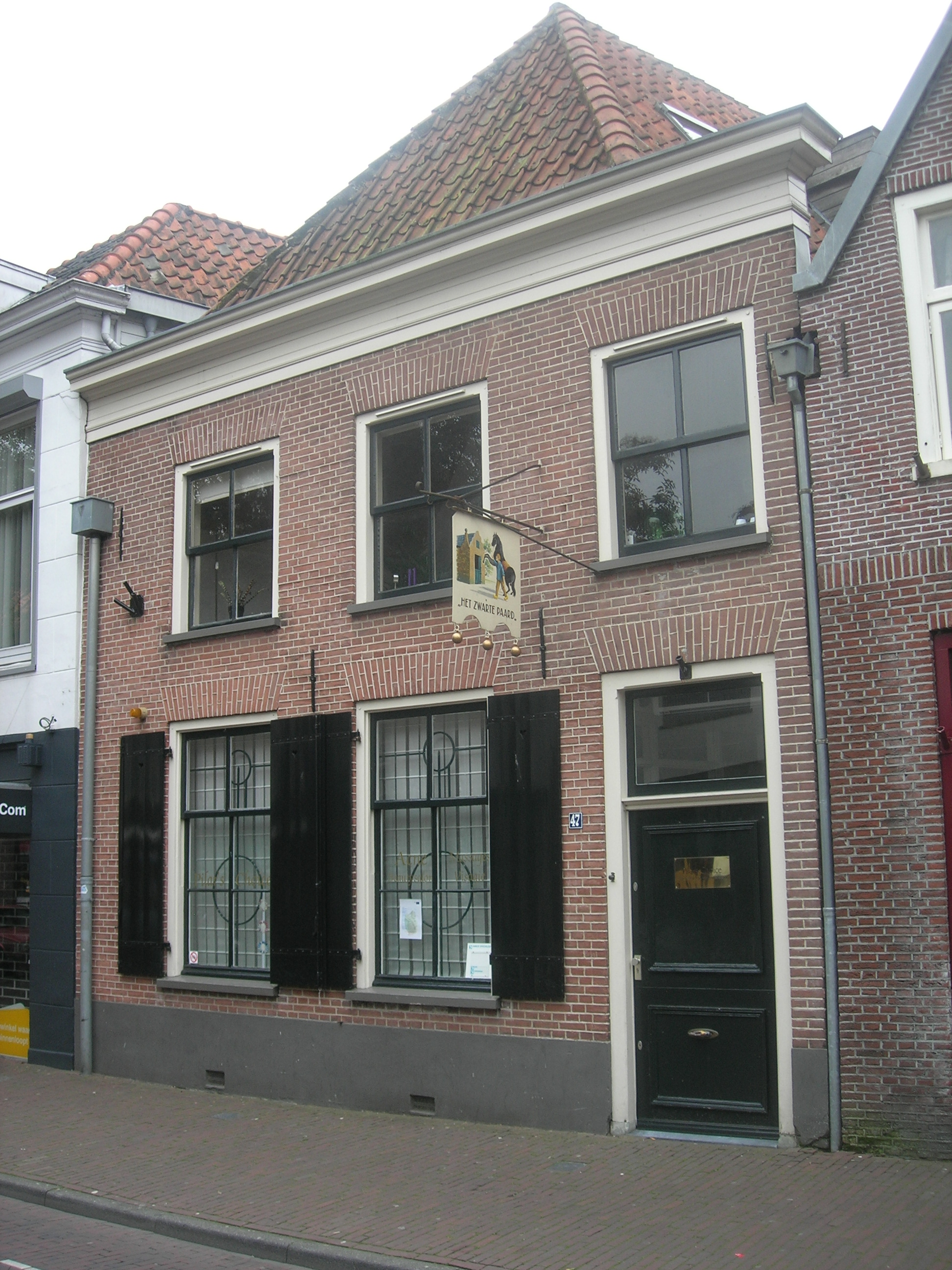
Het Zwarte Paard, het oude Barnevelder Veerhuis (rijksmonument)
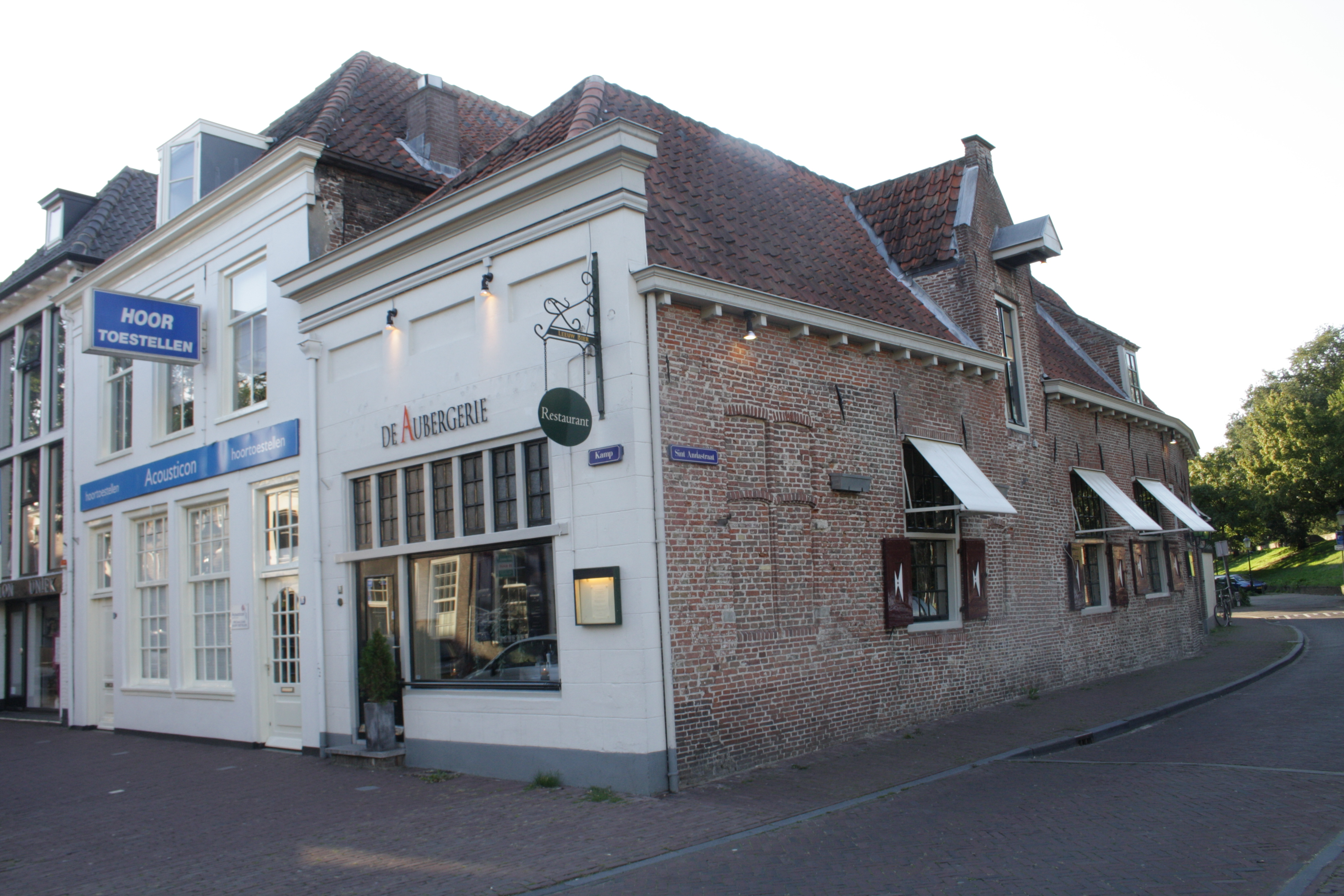
Huis op de hoek van Kamp en St. Annastraat (rijksmonument)
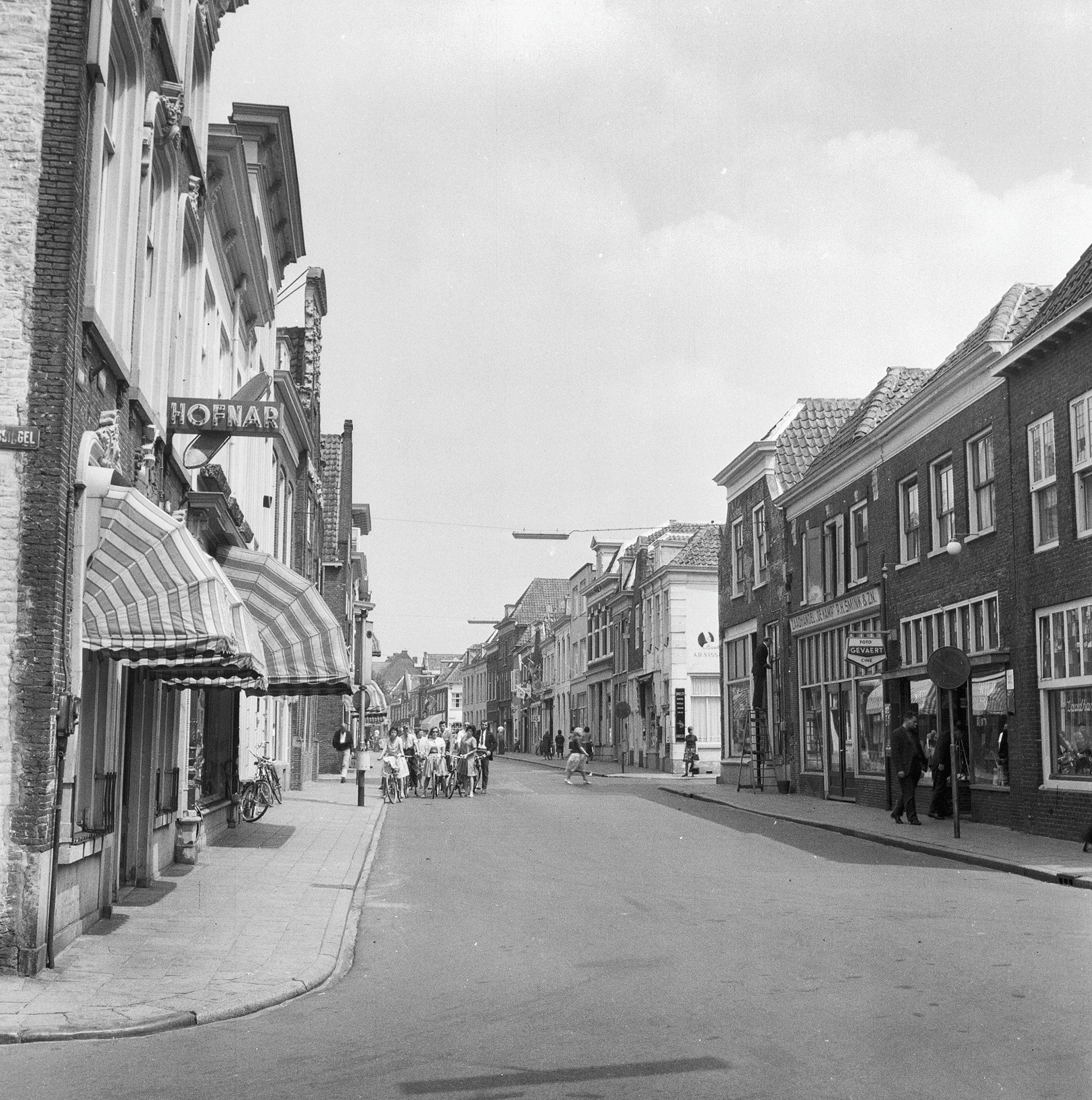
Begin van de Kamp vanaf de Kamperbinnenpoort (foto uit 1962)
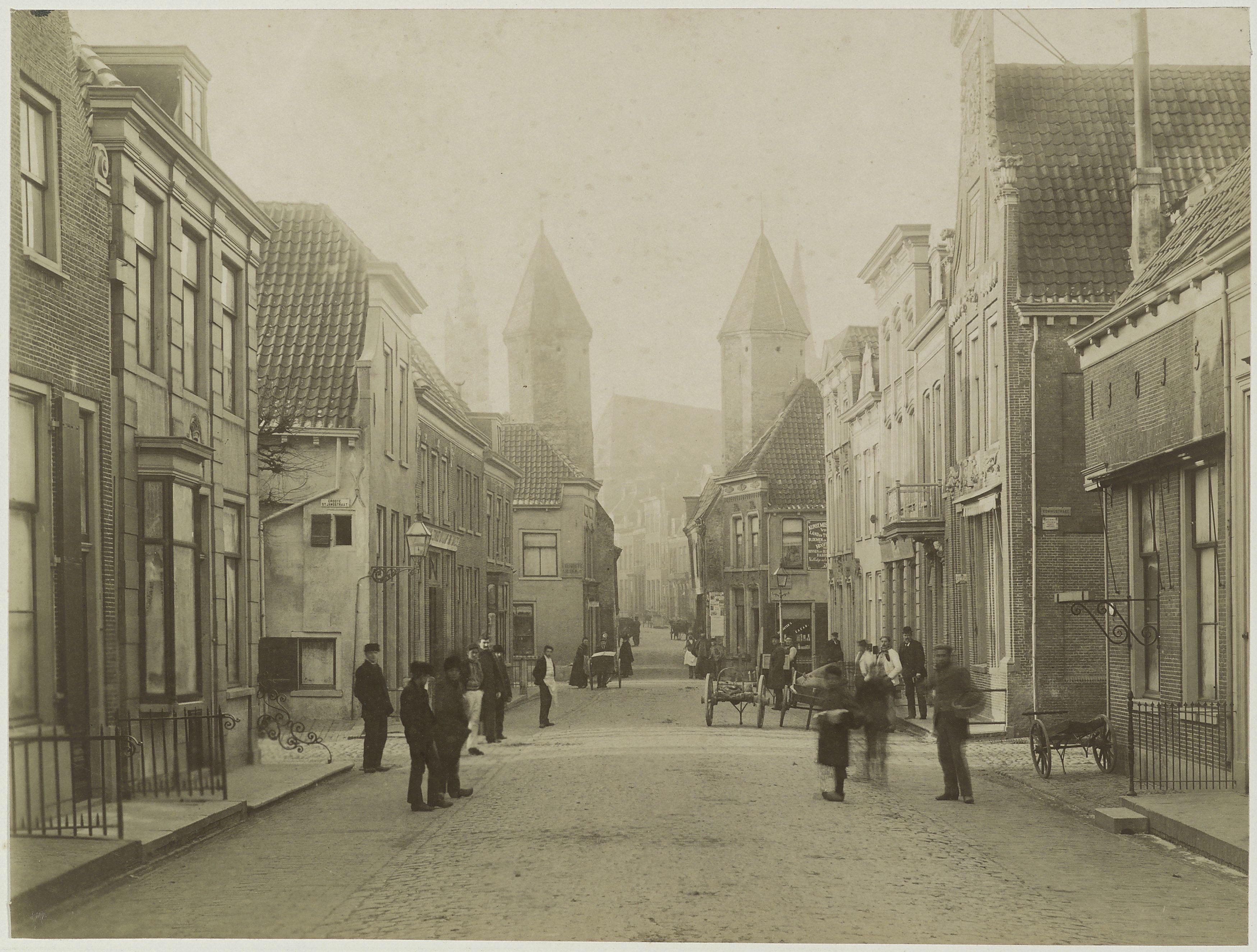
Begin van de Kamp buiten de Kamperbinnenpoort (foto uit 1900)